# نسرين الحكيم
نسرين الحكيم (16 يوليو 1976 -)، ممثلة سورية.

## عن حياتها
ولدت في مدينة دمشق. درست في كلية الإعلام قسم الصحافة والإعلام، والدها الممثل والمخرج مظهر الحكيم وشقيقتها الممثلة أماني الحكيم، شاركت بالعديد من الأعمال في الدراما.

## أهم المشاركات الفنية

### المسلسلات
- قيامة البنادق 2013
- قتل الربيع
- أسرار المدينة
- بكرا أحلى
- إسـأل روحـك.
- أيام اللولو
- أهـل الغـرام
- قلوب صغيره - عام2009.
- الوزير وسعاده حرمو 2006
- خماسية بيت عامر
- ليالي الصالحية

### في الإذاعة
- حكم العدالة
- وعد الزيزفون

## الدوبلاج
- نساء حائرات
- الارض الطيبة
- تتار رمضان
- قصر الحب
- لغز الماضي
- زهرة القصر

## روابط خارجية
- نسرين الحكيم على موقع قاعدة بيانات الأفلام العربية